# 于塞勒
于塞勒（法語：Ussel，法語發音：[ysɛl] ⓘ），法国中南部城市，新阿基坦大区科雷兹省的一个市镇，同时也是该省的一个副省会，下辖于塞勒区，其市镇面积为50.37平方公里，2022年1月1日时人口数量为9,174人，是该省人口第三多的市镇，在法国城市中排名第1,078位。
于塞勒位于科雷兹省东部，法国中央高原腹地，历史上为重要的铁路枢纽，共有五个方向的铁路在其附近交汇，现为一个区域性的工商业城市。

## 地名来源
“于塞勒”一名来源于高卢语单词“uxellos”，意为“高处的”，可能与当地的地理特征有关。

## 历史

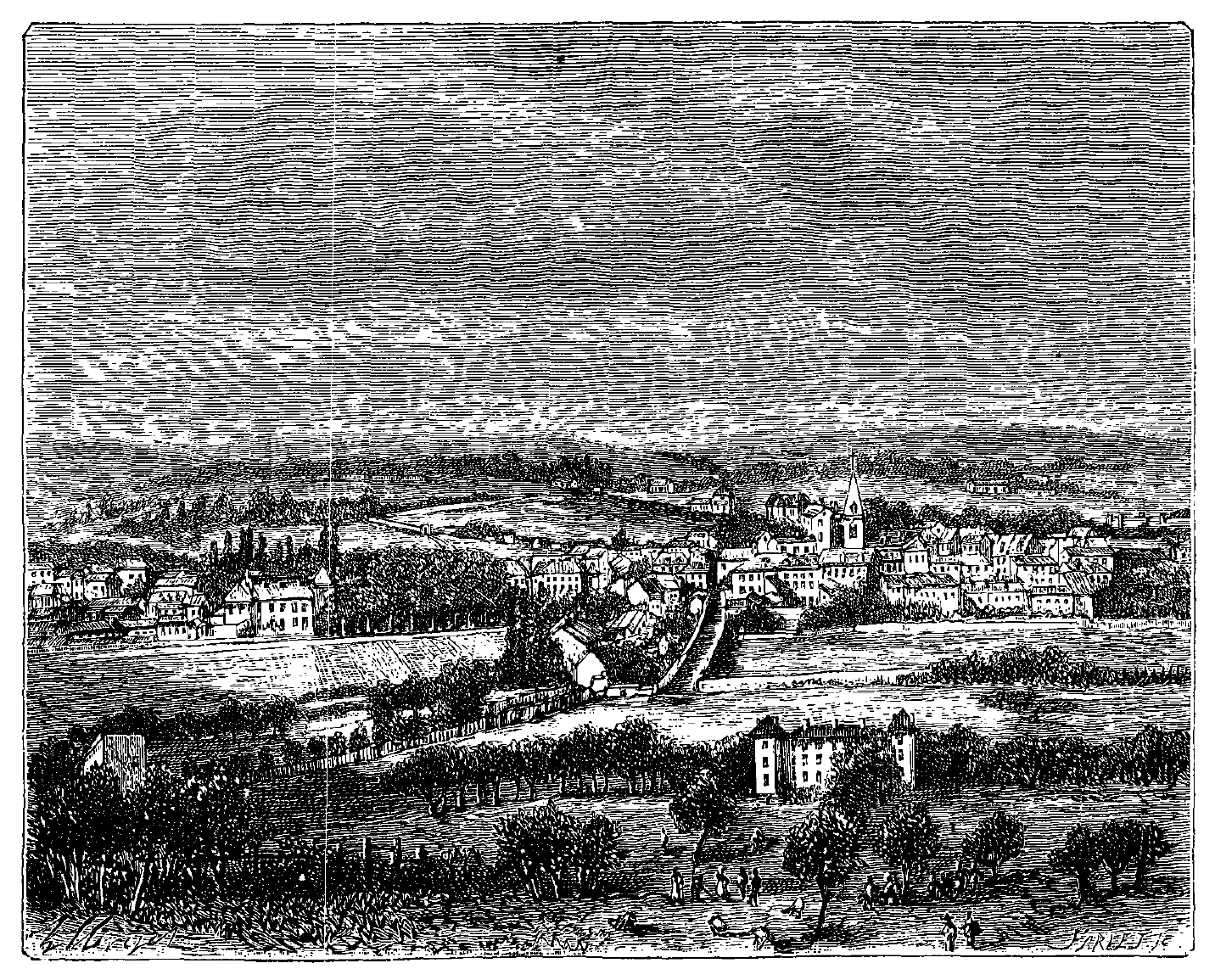
18世纪的于塞勒

于塞勒最早的记载出现于1097年，在利摩日主教的手记中出现了对这一地区的描述。公元14世纪，于塞勒出现了一处教堂，隶属于利摩日总教区。16世纪，于塞勒成为旺塔杜尔子爵的行政中心，后者将于塞勒改为一个军事堡垒，四周修建有城墙。18世纪，于塞勒市区南侧出现城郊居民区，被称为“布尔布努”（Bourbounoux），这一区域内出现了两处圣母教堂。法国大革命后，于塞勒成为科雷兹省的一个副省会。工业革命时期，于塞勒成为一个铁路枢纽，有五个方向的铁路在此交汇。二战时期，于塞勒为维希法国的统治范围，1944年6月10日，纳粹德军对于塞勒的抵抗运动团体进行了屠杀，造成47名抵抗运动成员遇难。1972年和1976年，圣代泽里和拉图雷特两个市镇先后整体并入于塞勒。

## 地理

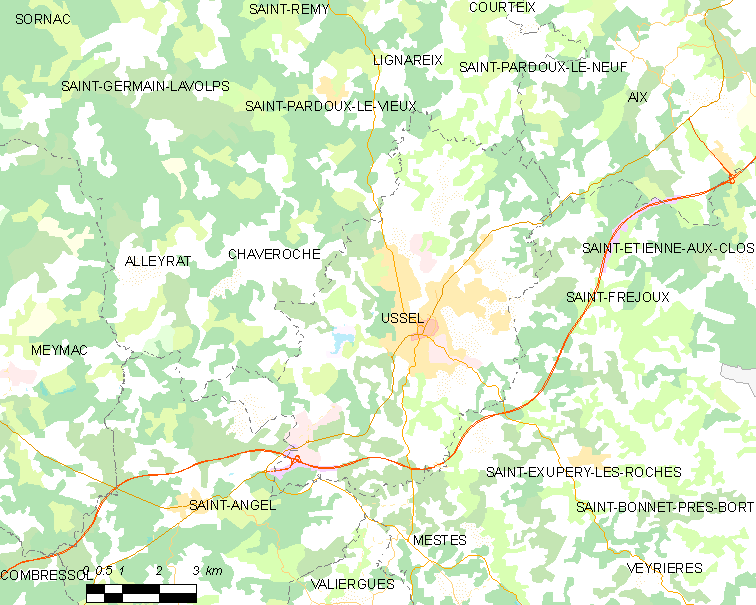
于塞勒市镇范围地图

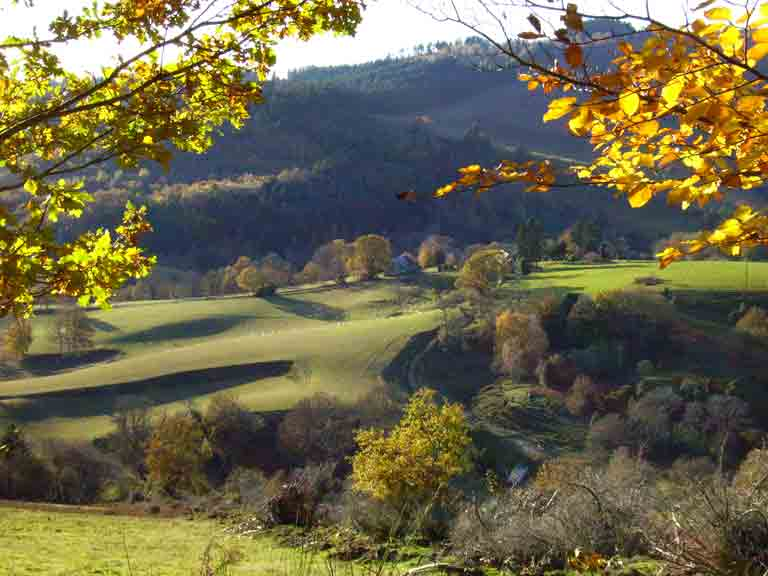
于塞勒附近的丘陵

于塞勒位于法国中南部偏西，新阿基坦大区东部和科雷兹省东部，距离省会蒂勒大约63公里，距离大区首府波尔多大约295公里。与于塞勒接壤的市镇包括：艾克斯、沙沃罗什、利尼亚雷、梅斯特、圣昂热勒、圣埃克叙佩里-莱罗什、圣弗雷茹、新圣帕尔杜、旧圣帕尔杜。

### 地形
于塞勒位于法国中央高原腹地，附近区域被称为“上科雷兹”，于塞勒境内以丘陵为主，市区地形相对平坦，全境海拔在588到781米之间。

### 地质
于塞勒所处的法国中央高原是一个古老的高原，当地的基岩主要为火山喷发冷却后形成的深成岩。此外，于塞勒的部分地区因地形低洼而堆积了很多崩积物，主要为一些透水性较差的粘土。

### 水文
迪耶日河自北向南流经市区西部，该河是多尔多涅河的支流，属于法国五大河流之一的加龙河水系。

### 植被
于塞勒属于温带落叶林区，市政厅后方的花园的当地主要的城市绿地，林地则广泛分布于市区周边。
在鲜花城市的评比中，于塞勒被评为3星级鲜花城市。

### 气候
于塞勒在柯本气候分类法中属于温带海洋性气候，但由于其海拔相对较高，加之地形封闭，故由具有一定的山地特征。
于塞勒境内设有气象站，以下为该气象站的数据（其中日照数据取自布里夫拉盖亚尔德）：
| 于塞勒1981年－2019年 | 于塞勒1981年－2019年 | 于塞勒1981年－2019年 | 于塞勒1981年－2019年 | 于塞勒1981年－2019年 | 于塞勒1981年－2019年 | 于塞勒1981年－2019年 | 于塞勒1981年－2019年 | 于塞勒1981年－2019年 | 于塞勒1981年－2019年 | 于塞勒1981年－2019年 | 于塞勒1981年－2019年 | 于塞勒1981年－2019年 | 于塞勒1981年－2019年 |
| 月份                 | 1月                  | 2月                  | 3月                  | 4月                  | 5月                  | 6月                  | 7月                  | 8月                  | 9月                  | 10月                 | 11月                 | 12月                 | 全年                 |
| -------------------- | -------------------- | -------------------- | -------------------- | -------------------- | -------------------- | -------------------- | -------------------- | -------------------- | -------------------- | -------------------- | -------------------- | -------------------- | -------------------- |
| 历史最高温 °C（°F）  | 19.2 (66.6)          | 22.2 (72.0)          | 26 (79)              | 29.5 (85.1)          | 33.1 (91.6)          | 38 (100)             | 38.3 (100.9)         | 38.2 (100.8)         | 32.6 (90.7)          | 28.9 (84.0)          | 24.1 (75.4)          | 21.8 (71.2)          | 38.3 (100.9)         |
| 平均高温 °C（°F）    | 6.7 (44.1)           | 8.2 (46.8)           | 11.4 (52.5)          | 14.1 (57.4)          | 18.3 (64.9)          | 21.8 (71.2)          | 24.4 (75.9)          | 24.1 (75.4)          | 20.5 (68.9)          | 16 (61)              | 10.3 (50.5)          | 7.4 (45.3)           | 15.3 (59.5)          |
| 日均气温 °C（°F）    | 2.3 (36.1)           | 3 (37)               | 5.7 (42.3)           | 8.1 (46.6)           | 12 (54)              | 15.3 (59.5)          | 17.6 (63.7)          | 17.2 (63.0)          | 13.9 (57.0)          | 10.4 (50.7)          | 5.6 (42.1)           | 3 (37)               | 9.5 (49.1)           |
| 平均低温 °C（°F）    | −2.1 (28.2)          | −2.1 (28.2)          | 0 (32)               | 2.1 (35.8)           | 5.7 (42.3)           | 8.9 (48.0)           | 10.8 (51.4)          | 10.3 (50.5)          | 7.2 (45.0)           | 4.8 (40.6)           | 0.9 (33.6)           | −1.4 (29.5)          | 3.8 (38.8)           |
| 历史最低温 °C（°F）  | −27 (−17)            | −26 (−15)            | −19.3 (−2.7)         | −10.1 (13.8)         | −7 (19)              | −3 (27)              | −1 (30)              | −2 (28)              | −3 (27)              | −7.5 (18.5)          | −12.9 (8.8)          | −22 (−8)             | −27 (−17)            |
| 平均降水量 mm（）    | 101.4 (3.99)         | 82.9 (3.26)          | 82.5 (3.25)          | 102.5 (4.04)         | 107.6 (4.24)         | 94.7 (3.73)          | 79.9 (3.15)          | 78.3 (3.08)          | 99.9 (3.93)          | 105 (4.1)            | 107.5 (4.23)         | 111.4 (4.39)         | 1,153.6 (45.42)      |
| 月均日照時數         | 91.1                 | 113.3                | 169.6                | 177.5                | 215.1                | 241.1                | 256.3                | 241.3                | 200.3                | 137.4                | 85.2                 | 79.5                 | 2,007.7              |
| 来源：infoclimat.fr  |                      |                      |                      |                      |                      |                      |                      |                      |                      |                      |                      |                      |                      |

## 行政区划

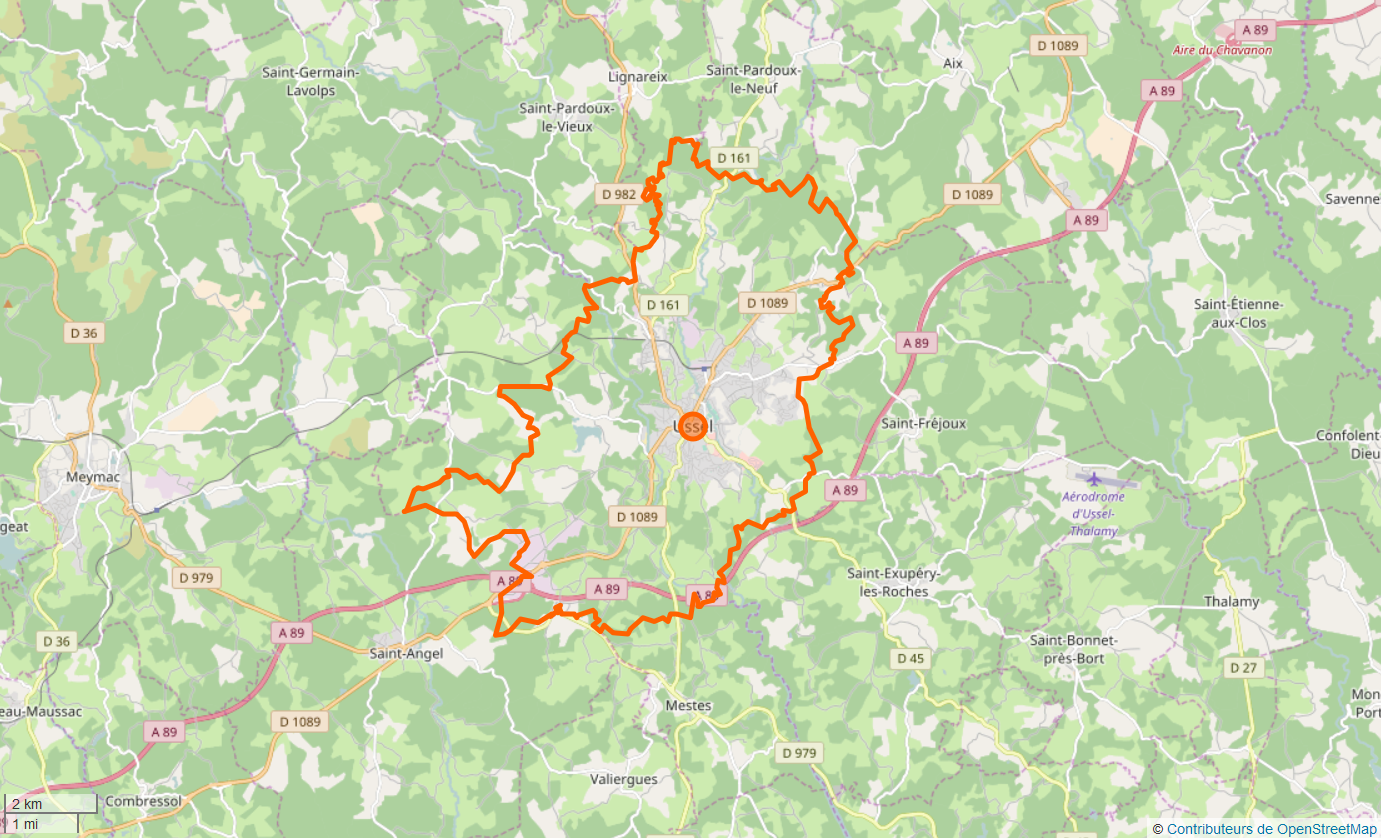
于塞勒市镇范围

于塞勒是法国新阿基坦大区科雷兹省的一个市镇，编号为19275，它也是科雷兹省的一个副省会。于塞勒下辖于塞勒区，隶属于科雷兹省第一选区，管理于塞勒县，同时也是上科雷兹市镇公共社区的办公驻地。
法国国家统计与经济研究所（简称）在进行数据统计时，将于塞勒单独设为于塞勒城市核心区，并将包括核心区在内的周边共15个市镇划为于塞勒城市区。自2020年起，于塞勒城市区被包含38个市镇的于塞勒城市辐射区代替。此外，还将于塞勒市镇分为了5个“块区”（IRIS），以便于统计人口分布情况。

## 交通

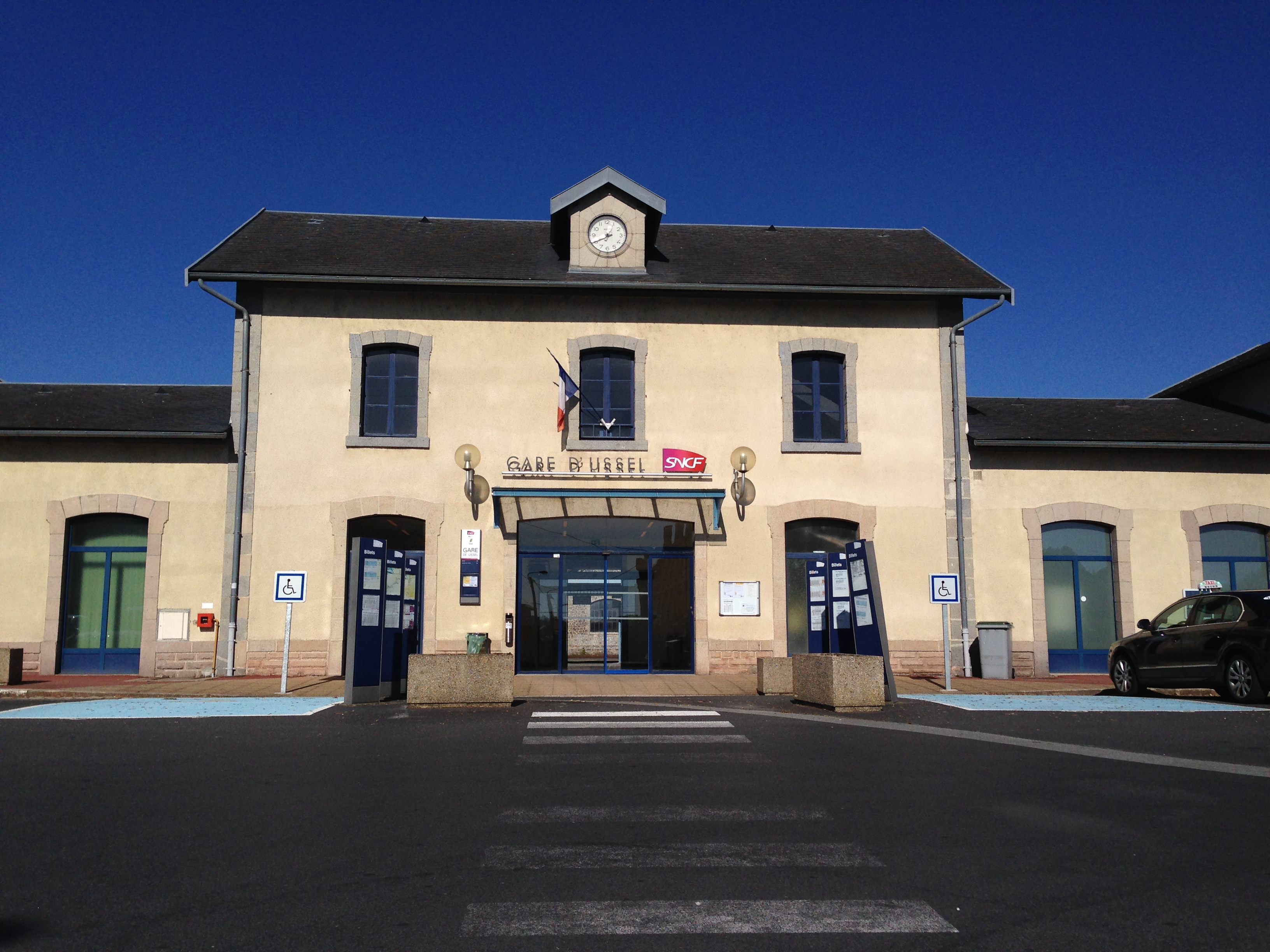
于塞勒火车站

### 公路
A89高速公路从于塞勒市区南部经过，并通过两个出入口与市区连接；此外还有多条科雷兹省省道在于塞勒境内交汇。
新阿基坦大区公共交通R12、R13和R16号线均可通向于塞勒，其下属的城际客运则开行了三条校车线路，可分别前往比雅、梅马克和讷维克，并停靠沿途所有市镇。
2017年，69.5%的于塞勒家庭拥有至少一辆私人汽车。2019年，于塞勒境内共发生各类交通事故9起，造成15人受伤。

### 铁路
于塞勒位于利摩日－埃居朗德-梅尔利讷铁路上，历史上为法国重要的铁路枢纽，共有五个方向的铁路在此附近交汇，但由于这一地区人口外流以及高速公路的通车，当地的铁路运输已基本废弃。
于塞勒站位于市区北部，停靠两个方向的区域列车：
- 于塞勒—利摩日
- 于塞勒—布里夫拉盖亚尔德，周末部分班次将延伸至波尔多

于塞勒前往克莱蒙费朗方向的铁路已于2014年7月关闭，沿途客运线路由汽车代替。

### 航空
距离于塞勒最近的民用航空站位于克莱蒙费朗，距离于塞勒市中心车程约1.5小时。

### 城市公共交通
于塞勒市区暂无城市公共交通线路。

## 政治
于塞勒的现任市长为克里斯托夫·阿弗耶尔先生，他是共和党的一名成员，在2014年的市政选举中获得了60.9%的支持率，在2020年的市政选举中获得了55.26%的支持率，实现连任。
在2017年的法国总统大选中，法国第25任总统埃马纽埃尔·马克龙在于塞勒获得了70.44%的支持率。
| 于塞勒历届市长 |                     |                                    |
| 任期           | 市长                | 党派                               |
| 1944年－1965年 | 弗朗索瓦·瓦尔       | SFIO工人国际法国支部               |
| 1965年－2001年 | 亨利·贝尔库尔       | UDR共和国保卫联盟 →RPR保衛共和聯盟 |
| 2001年－2008年 | 洛朗·沙斯塔尼奥尔   | RPR保衛共和聯盟 →UMP人民运动联盟   |
| 2008年－2014年 | 马尔蒂娜·勒克莱尔   | PS社会党                           |
| 2014年－       | 克里斯托夫·阿弗耶尔 | UMP人民运动联盟 →LR共和黨          |

## 人口
2018年，于塞勒市镇人口数量为9,555，在法国排名第1,078位。其中男性4,570人，女性5,166人，75岁及以上人口占10.4%，外籍人口数量为2,077人，人口密度为190人/平方公里，当地居民被称为（女性）。2019年，于塞勒境内出生80人，死亡人口119人。
| 年份   | 1936  | 1946  | 1954  | 1962  | 1968  | 1975   | 1982   | 1990   | 1999   | 2006   | 2011  | 2016  | 2018  |
| ------ | ----- | ----- | ----- | ----- | ----- | ------ | ------ | ------ | ------ | ------ | ----- | ----- | ----- |
| 人口數 | 6,275 | 7,050 | 7,088 | 7,655 | 8,218 | 10,664 | 11,765 | 11,448 | 10,753 | 10,250 | 9,948 | 9,782 | 9,555 |

## 经济
于塞勒是一个区域性的中心城市，行政、食品加工生产及社会服务为当地主要的就业岗位类型，截至2021年5月，当地共有各类用人单位1,388家，平均历史为18年，其中98.44%为中小型企业（PME）。（木制品生产）、（暖气设备）及（特种产品）是当地2019年营业额最高的三个企业，分别为38,238,932欧元、36,696,622欧元和9,068,606欧元。

## 财政收入
2019年，于塞勒的财政收入总额为12,701,700欧元，财政支出总额为11,499,900欧元，当年的债务总额为16,214,300欧元。2020年，于塞勒共获得1,333,182欧元的国家财政补助，与上一年基本持平。
2017年，于塞勒的人均月收入总额为1,848欧元，其中高级职员为3,529欧元，低于法国平均水平（4,214欧元）；中级职员为2,101欧元，低于法国平均水平（2,353欧元）；普通职员为1,587欧元，亦低于法国平均水平（1,690欧元）。
2017年，于塞勒境内的青壮年（15至64岁）失业率为13.4%，当地51.3%的家庭拥有纳税资格，平均纳税2,155欧元，低于法国平均水平（3,888欧元）。

## 社会事务

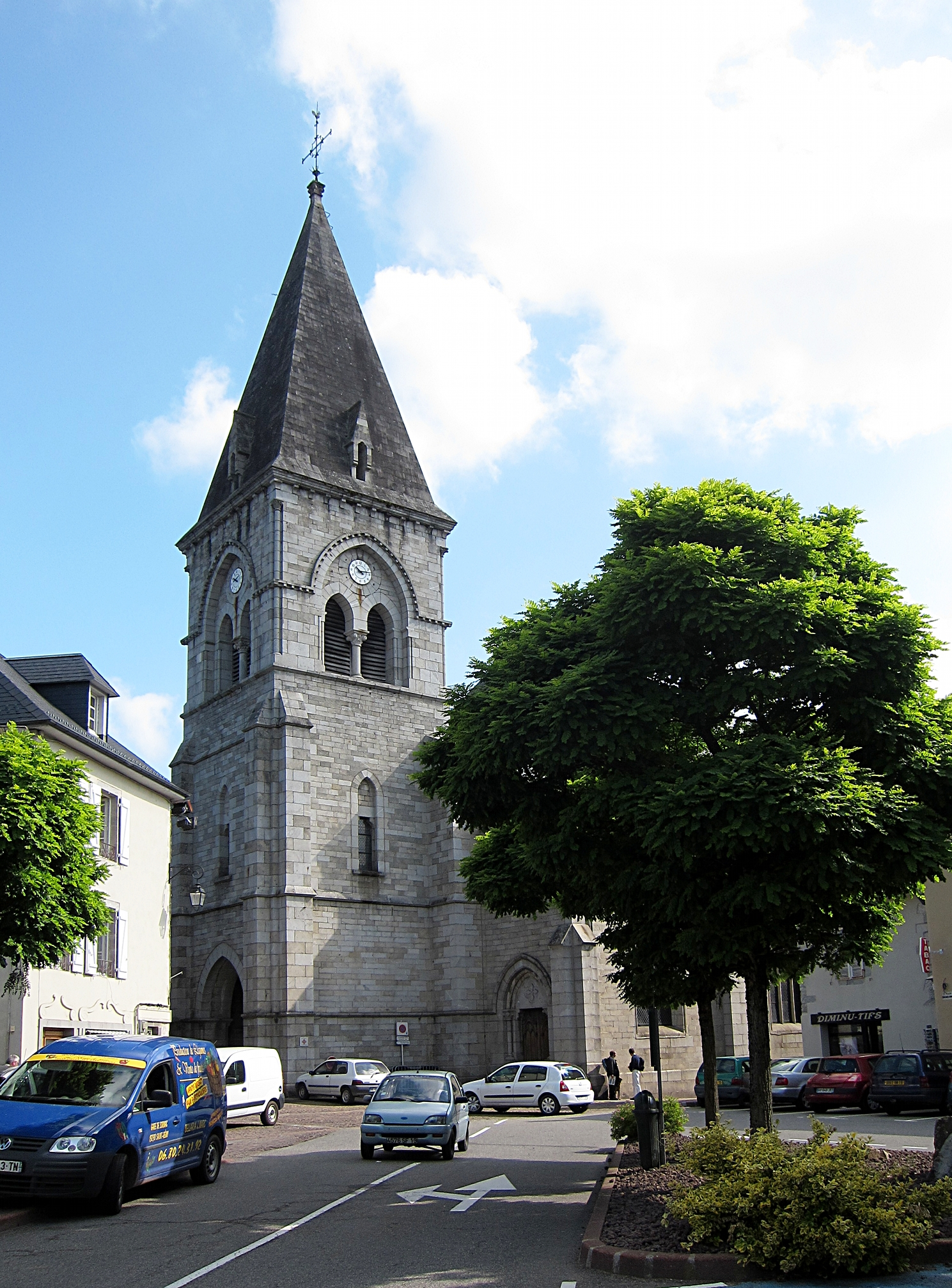
于塞勒教堂广场

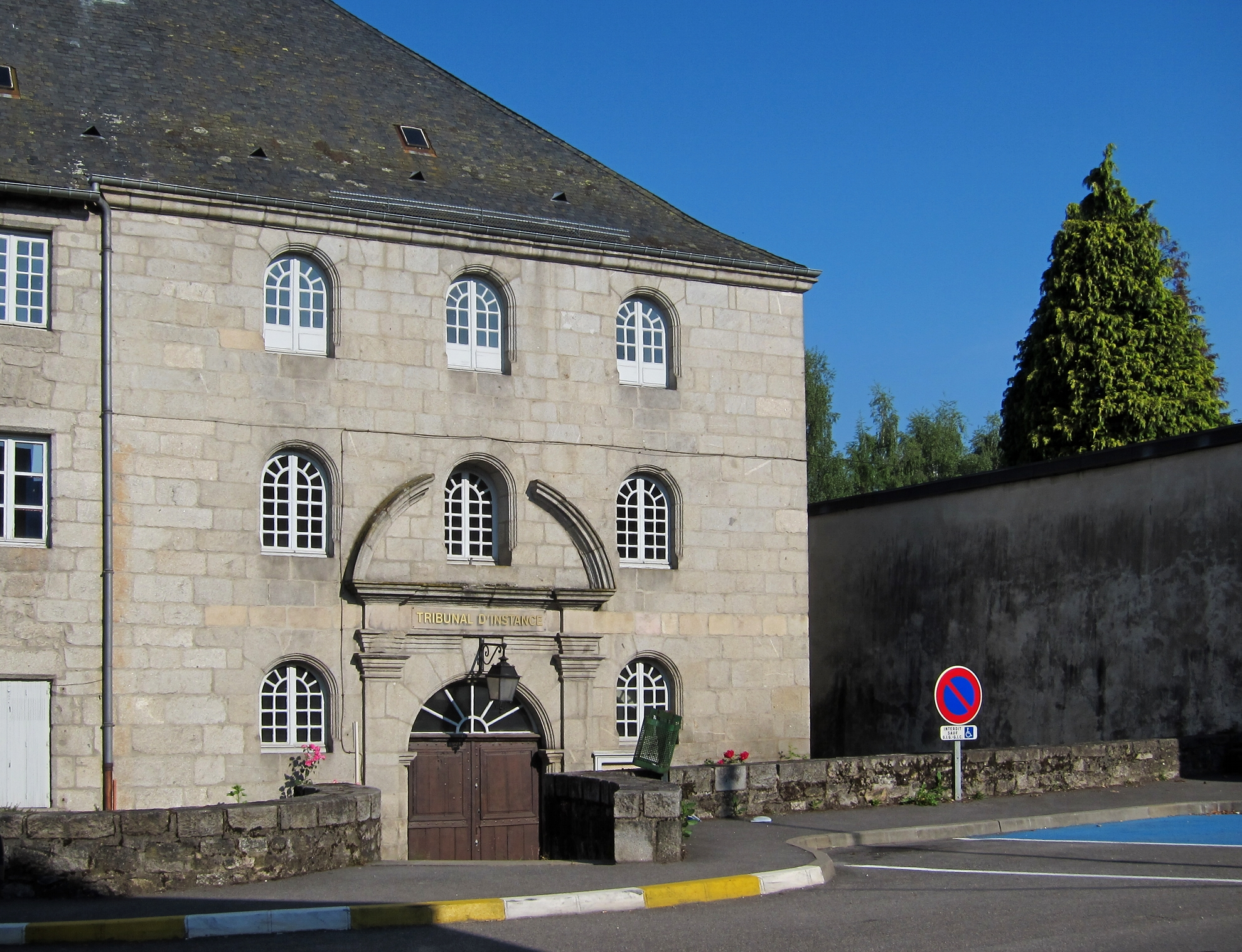
于塞勒法院

### 教育
于塞勒属于利摩日学区。截止2018年1月1日，于塞勒境内共有3所幼儿园、3所小学、2所初级中学、2所普通高中和1所职业高中。。 2018至2019学年度，于塞勒境内共有在校中小学生1,356名。
在高等教育方面，于塞勒境内设有一所卫生学校。

### 医疗
截止2019年1月1日，于塞勒境内共有全科医生12名、保健师10名、牙医10名、护士17名、眼科医生2名、皮肤科医生1名、助产士2名和妇科医生1名。境内共有药房6家、养老院2家、残疾人帮扶中心3家。
上科雷兹中心医院是法国的一个区域性医疗机构，其主病区位于于塞勒市区，共有床位251个，是当地规模最大的公立综合性医院。

### 住房
2017年，于塞勒境内共有各类住房5,765套，其中65.2%为独立式居民区，主要分布于市区中北部；32.9%为集中式居民区，主要分布于市中心和市区东南部。常住房屋占于塞勒市镇范围内居民建筑总量的83.1%。
在住房保障政策方面，2017年，于塞勒境内共有1,040户家庭获得了住房经济补助，受益人数占总人口数量的10.7%，其中952份为房租补助。

### 商业
2019年，于塞勒境内共有各类实体商铺284家，其中餐厅42家、大型超市5家、杂货店4家、面包房9家、肉铺5家、书店2家、银行门店11家、美容美发店19家、汽车维修店20家。市区西南部建有开放式商业街区。

### 体育
2019年，于塞勒境内共有1家游泳池、5间体育馆、1座综合体育场、4处网球场、1处马术场、3处足球或橄榄球场以及4处篮球或排球场。
截至2021年5月，于塞勒境内共有三家注册足球俱乐部。其中于塞勒土耳其人体育联盟（AST Ussel）是当地的代表性足球队，2021至2022赛季参加科雷兹省足球联赛。
于塞勒体育联盟是当地的一支橄榄球队，2021至2022赛季参加法国橄榄球丙组联赛（第六级别）

### 环境
于塞勒的环境事务由其所属的公共社区负责。2017年，于塞勒境内共有2家污染企业。

### 治安
2014年，于塞勒及附近地区共发生各类案件346起，其中盗窃类案件198起，经济类案件32起，毒品交易类案件18起。

## 文化
2018年，于塞勒境内共有2个剧场、1个电影院和1个博物馆。让·费拉文化中心（Centre culturel de Jean Ferrat）是当地主要的综合性文化场所。

### 建筑
于塞勒境内有多处法国国家文物保护单位，其中博尔德城堡（Château de la Borde）、拉莫特城堡（Château De La Mothe）、旺塔杜尔宫（Hôtel Ventadour）等为当地的代表性建筑物。

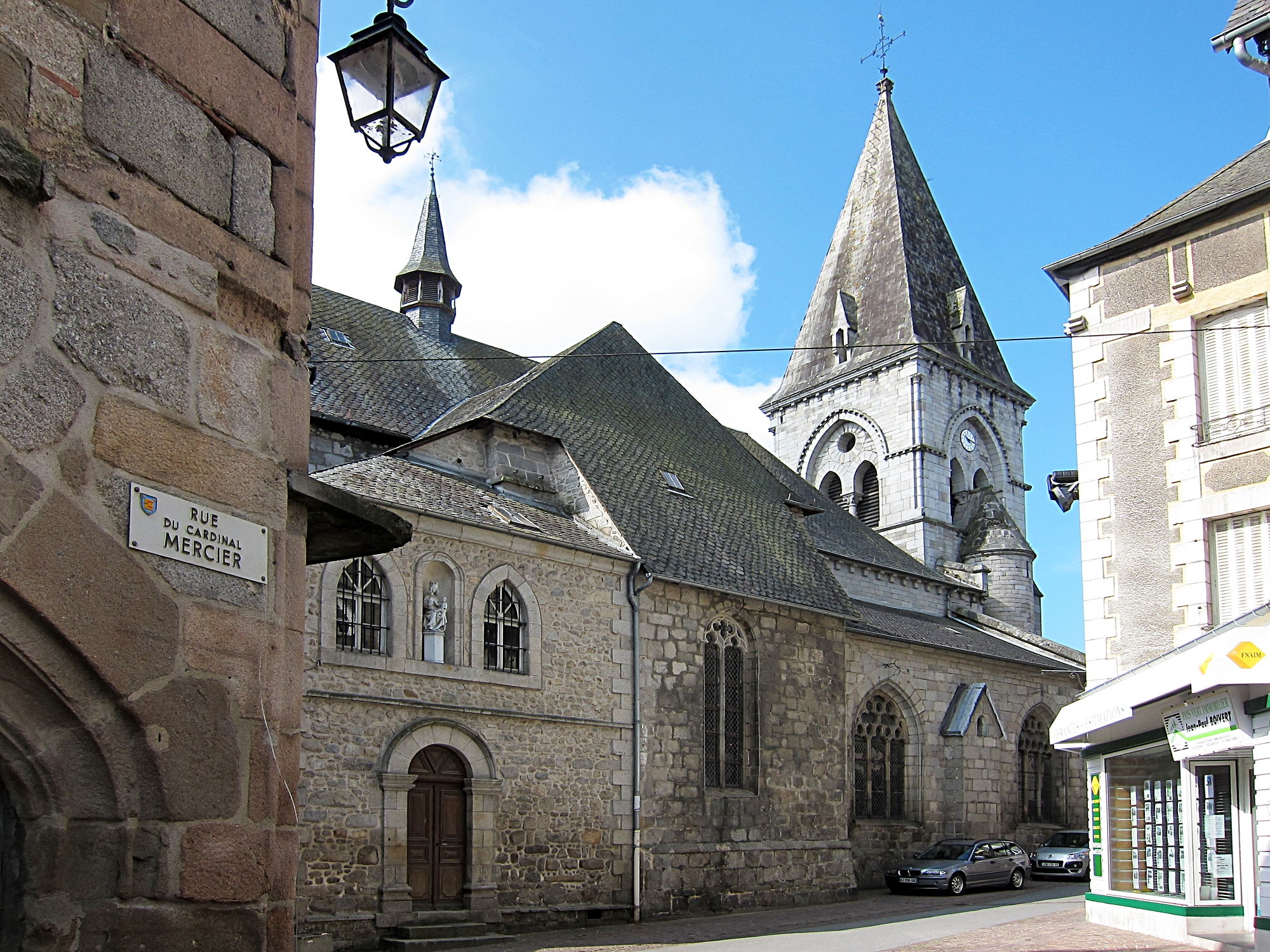
教堂
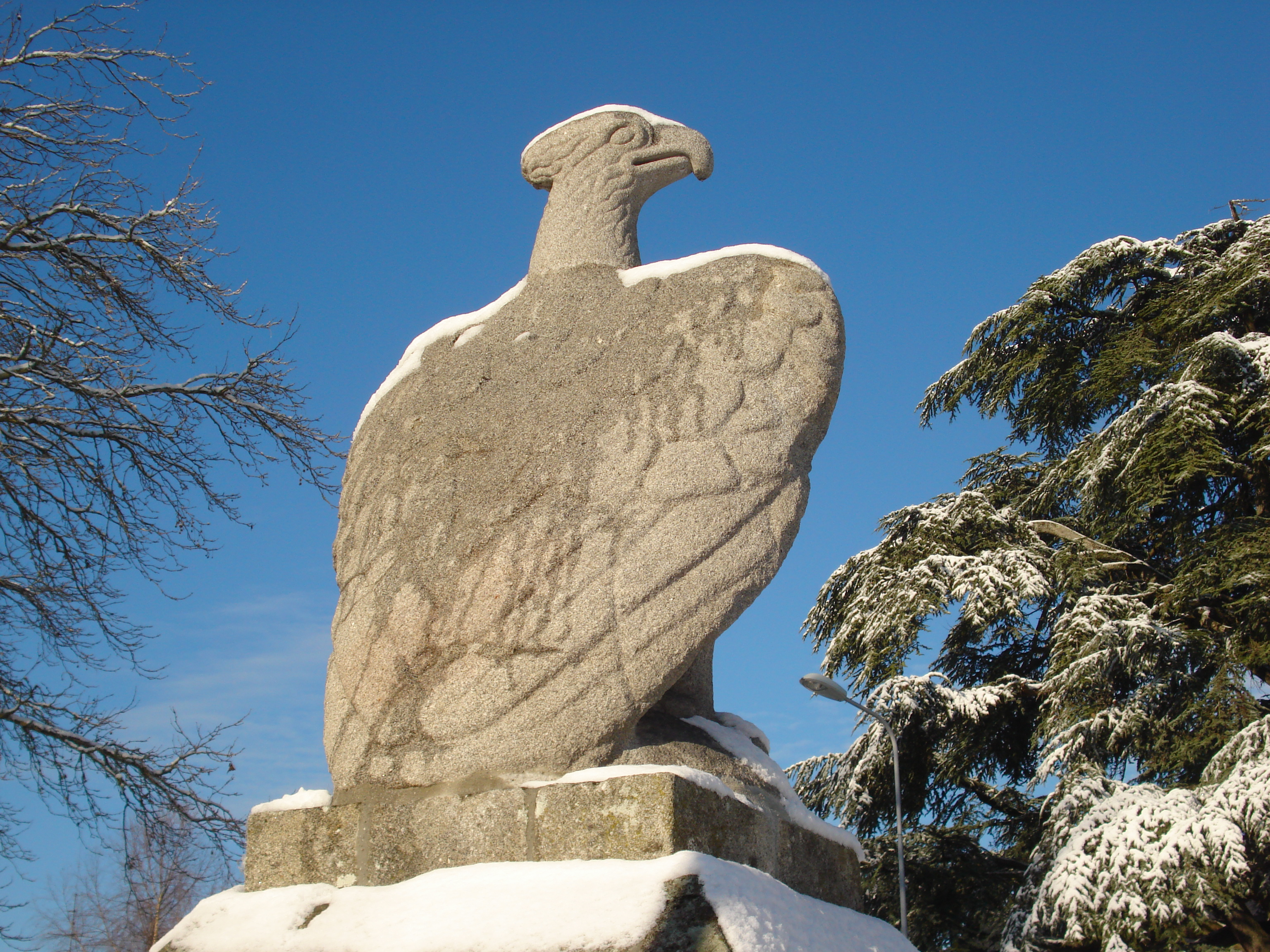
伏尔泰广场上的雕塑
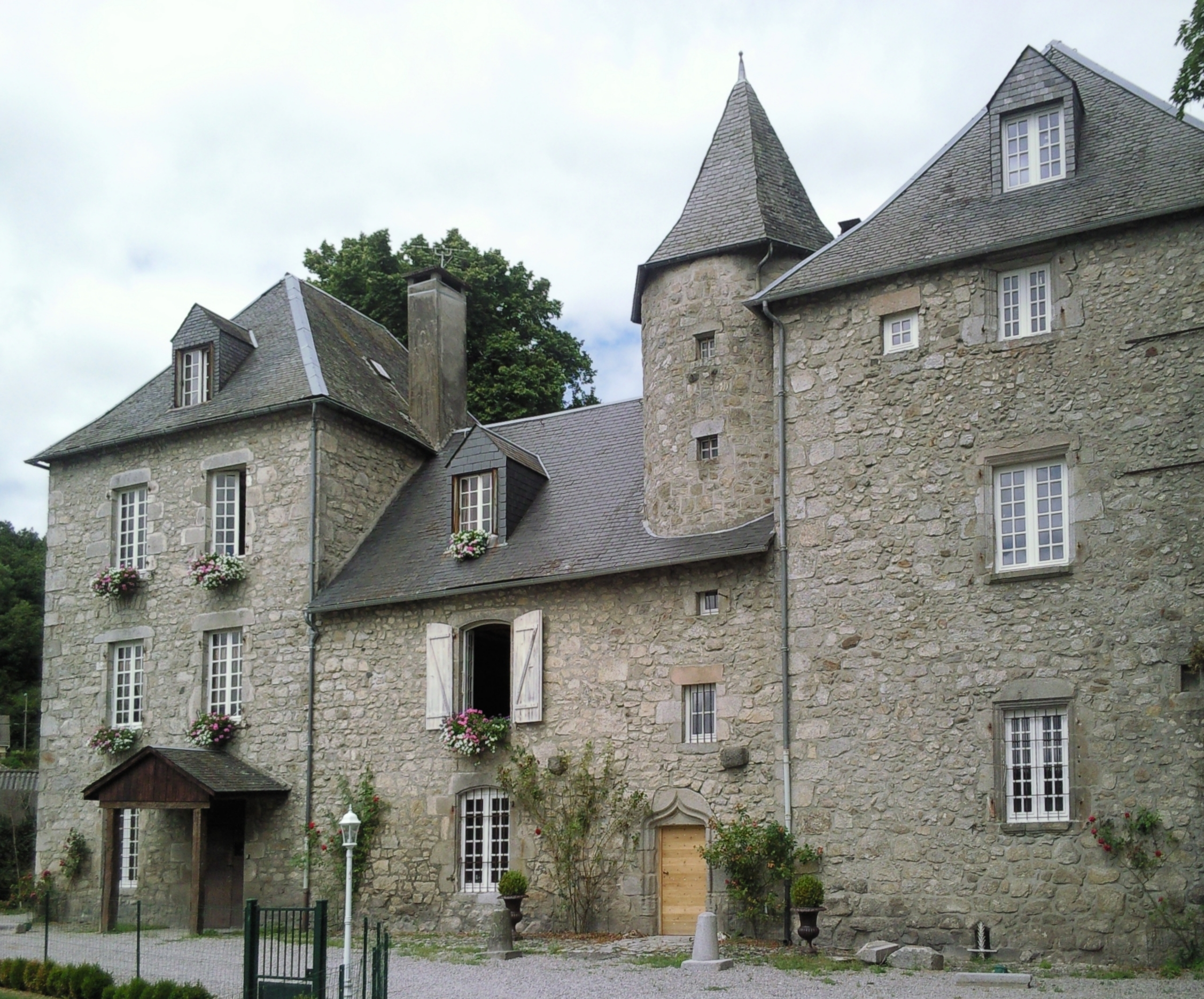
博尔德城堡
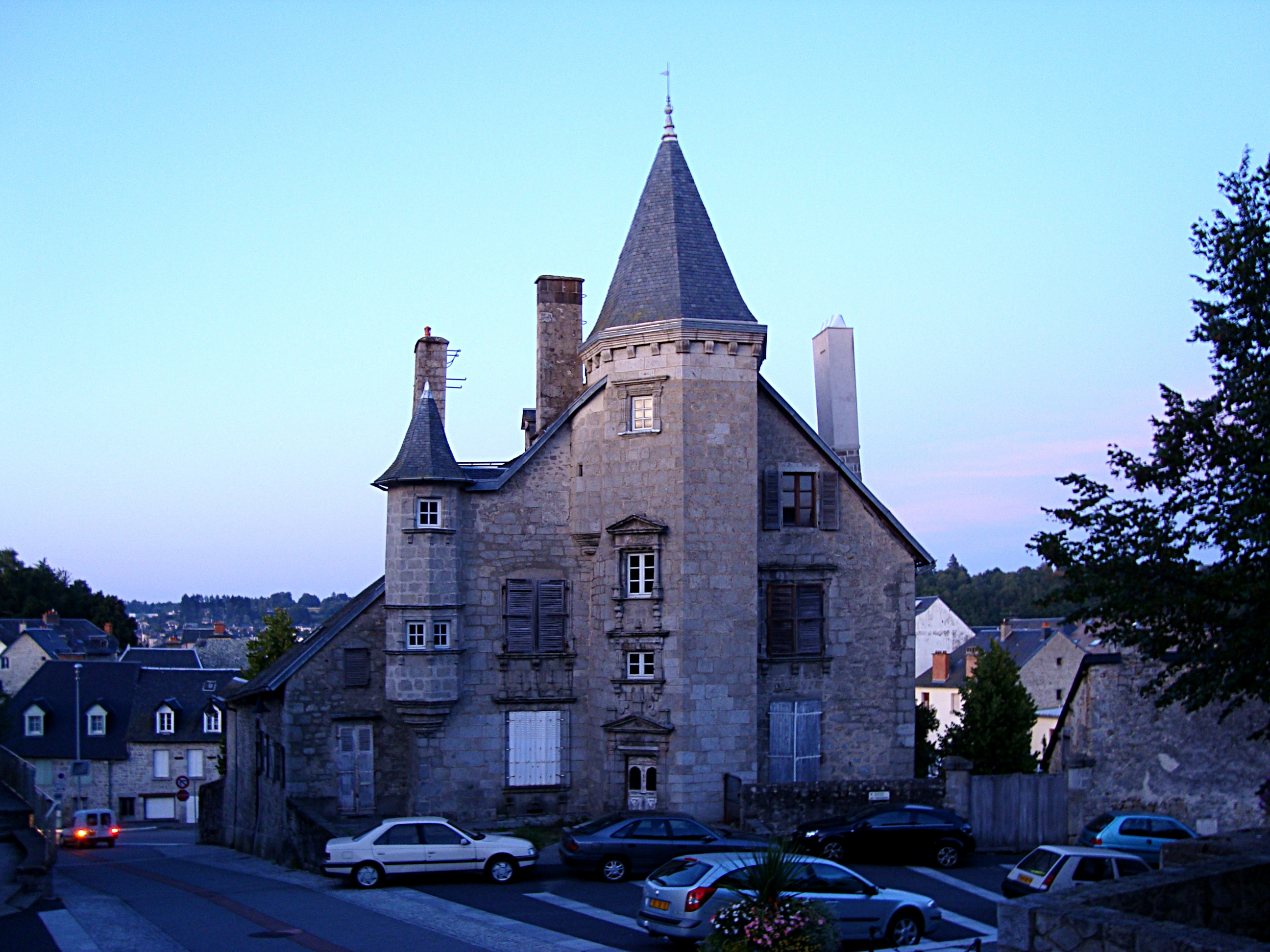
旺塔杜尔宫

### 旅游
于塞勒的旅游事务由其所属的公共社区负责。2020年，于塞勒境内共有3家酒店共计57间房间；另有1个露营地，可容纳共50辆露营车。

### 媒体
法国主要的媒体均可在于塞勒接收，法国电视三台下属的新阿基坦大区频道在部分时段播出于塞勒所属区域的地方新闻。在纸质媒介方面，总部位于克莱蒙费朗的《山地报》在于塞勒设有分支。

## 相关人物
法国象牙海岸殖民总督马塞尔·特雷克-拉普莱纳出生于于塞勒。

## 友好城市
于塞勒与法国西部城市欧赖互为友好城市关系。